# Thomas Fraps

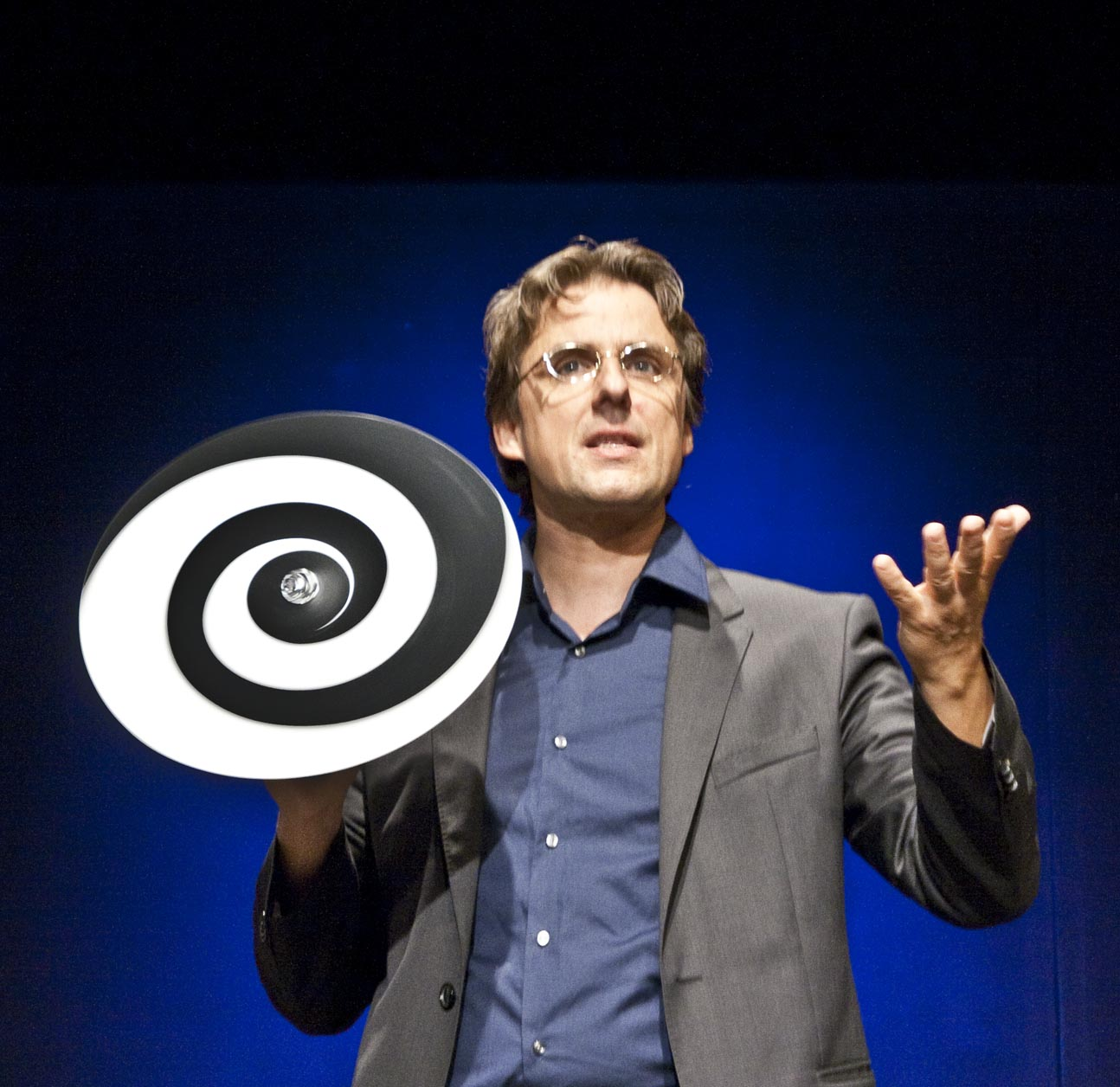
Zauberkünstler Thomas Fraps (2015)

Thomas Fraps (* 28. Juni 1967 in München) ist ein deutscher Zauberkünstler, Autor und Kunststückerfinder.

## Leben
Nach dem Abitur studierte Thomas Fraps zunächst Physik und schloss das Studium 1994 mit einem Diplom ab. Bereits während des Studiums beschäftigte er sich intensiv mit der Zauberkunst und entschloss sich, unmittelbar nach seinem Diplom Berufszauberkünstler zu werden. Zusammen mit den Kollegen Gaston (Zauberkünstler) und Ben Profane begründete Fraps im selben Jahr die Münchner Zauberwochen, die seitdem einmal im Jahr im Münchner Theater Theater … und so fort (frühere Bezeichnung Unterton) ausgetragen werden.
Zusammen mit sechs weiteren Kollegen (darunter Helge Thun und Pit Hartling) formierte Thomas Fraps Mitte der 1990er Jahre die Gruppe Die Fertigen Finger, mit der er weltweit auftritt.
Thomas Fraps tritt häufig als „falscher Dozent“ bei wissenschaftlichen Tagungen auf. Er beginnt mit einem ernstzunehmenden Vortrag, den er auf Grund seines abgeschlossenen Studiums erarbeitet, um dann aus der Rolle des Wissenschaftlers in die Rolle des Zauberkünstlers zu schlüpfen.
Von 2006 bis 2007 moderierte er die wöchentliche Wissenschaftssendung Faszination Wissen im Bayerischen Rundfunk.
Er ist Mitglied der Gesellschaft zur wissenschaftlichen Untersuchung von Parawissenschaften, deren Wissenschaftsrat er angehört.

## Schriften
- Die Fertigen Finger präsentieren: Das Buch oder don’t forget to point, Herausgeber Thomas Fraps, 1997, ISBN 3-00-001716-X

## Programme
- 2004: Premiere „Metamagicum“ mit Pit Hartling.[4]
- 2008: Premiere „Metamagicum II“ mit Pit Hartling.
- 2014: Premiere Geht auch ein Zauberer?[5]

## Auszeichnungen
- 1994: Vize-Weltmeister der Zauberkunst auf dem FISM Weltkongress der Zauberkunst in Tokio
- 1996/97: (gemeinsam mit den Fertigen Fingern) Magier des Jahres des Magischen Zirkels von Deutschland
- 1998: (gemeinsam mit den Fertigen Fingern) Siegfried & Roy Sarmoti Award in Las Vegas
- 2006: (gemeinsam mit den Fertigen Fingern) Lecturer of The Year, The Magic Castle, Hollywood